# Johann von Rath
Johann Edler von Rath (* 11. Mai 1789 in Wien; † 28. Mai 1853 in Karlsbad) war ein österreichischer wirklicher Hofrat.

## Leben
Johann von Rath war einziger Sohn von Mathäus Rath.
Seine juristisch-politische Ausbildung erhielt er an der Universität Wien und dem Lyzeum Graz. Anfang 1809 wurde er als Actuar des später aufgelösten ambulanten Kriminalgerichts (Banngericht) in den Staatsdienst übernommen. 1815 wurde er Ratsprotokollist am Stadt- und Landgericht in Klagenfurt und ein Jahr später Sekretär am Stadt- und Landgericht in Graz. Im gleichen Jahr erfolgte seine Berufung als Rat an das Triester Stadt- und Landgericht. 1818 wurde er an das küstenländische Appellationsgericht in Fiume berufen, wo er 1820 zum wirklichen Appellationsrat, wie auch sein Vater schon, befördert wurde.
Mit der Auflösung des Gerichts in Fiume wurde Johann von Rath an das Mährisch-Schlesischem Appellations- und Kriminal-Obergericht in Brünn versetzt. Um 1824 war er dort unter dem Präsidenten Johann Ludwig von Werner tätig, wechselte aber 1828 an das niederösterreichische Appellationsgericht nach Wien.
1832 erfolgte die Beförderung zum wirklichen Hofrat bei der obersten Justizstelle. Diese Beförderung führte auch dazu, dass er zum stimmführenden Mitglied des Obersten Gefällsgerichts unter dem Präsidenten Ludwig Graf von Taaffe wurde.
Um 1839 wurde er ordentliches Mitglied im Verein zur Beförderung der bildenden Künste. Während seiner Zeit in Brünn war er auch Mitglied und Geschäftsleiter der Armenpflege Brünn.
Johann von Rath soll anonym mehrere juristische Abhandlungen in der Wagner’schen Zeitschrift für österreichische Rechtsgelehrsamkeit veröffentlicht haben.

## Werke (Auswahl)
- Versuch einer Zusammenstellung der dem Actuars in Criminal-Angelegenheiten obliegenden Pflichten, Brünn, 1824

## Auszeichnung
- Ritterkreuz des Leopold-Orden

## Trivia
Im Rahmen der deutschen Bundesversammlung wurde er 1838 namentlich als Mitglied der obersten Justizstelle im Protokoll aufgeführt.